# 艾因斯特丁根島
69°39′S 38°50′E / 69.650°S 38.833°E
艾因斯特丁根島，是南極洲的島嶼，位於毛德皇后地的哈拉爾王子海岸，處於帕達島以東19公里的呂佐夫-霍爾姆灣，根據挪威探險隊拍攝的空中照片繪入地圖，現時由南極條約體系管理。